# Santuario di Santa Maria della Serra
Il Santuario Santa Maria della Serra è il principale luogo di culto cattolico di Montalto Uffugo, in provincia di Cosenza.
Costruita nel XIII secolo sui ruderi della vecchia chiesa di Santa Maria Maggiore, nei secoli l'edificio venne più volte rimaneggiato a causa degli eventi sismici che danneggiarono la fabbrica. Oggi la Chiesa si presenta come risultato dei lavori di ristrutturazione del 1854 che le diedero la conformazione a croce latina di stile neoclassico.

## Storia
Fu eretta agli inizi del XIII secolo e consacrata il 1º agosto 1227 dal vescovo Andrea della diocesi di San Marco Argentano, su delega dell'arcivescovo di Cosenza.
L'edificio fu eretto su una preesistente chiesa basiliana, in sostituzione della chiesa di Santa Maria Maggiore, andata distrutta a seguito del catastrofico terremoto che colpì l’area cosentina nel 1184.
Nel vecchia chiesa di Santa Maria Maggiore si venerava l'attuale statua della Madonna della Serra.
Nel corso della sua lunga storia, la chiesa ha subito molti interventi di rimaneggiamento che gli hanno conferito l'attuale aspetto, quasi sempre per effetto dei crolli scatenati dai fortissimi terremoti.
La facciata, nella parte superiore è stata realizzata in mattoni rossi dopo il crollo del 1905, in modo completamente diverso da quella precedente.
Custodisce opere di notevole interesse artistico, come: la statua lignea della Madonna della Serra, incoronata dall'arcivescovo di Cosenza il 15 agosto 1955; un coro intagliato del 1751; l’altare maggiore; una balaustra del XVII, realizzata in marmi policromi; un pulpito ligneo del '600; altre opere d'interesse artistico e religioso.
Secondo la tradizione, il luogo venne scelto dai fedeli a seguito di un prodigio che vide il ritrovamento dell'attuale statua della Madonna tra una fortissima luce.
Prende la denominazione di Madonna della Serra, in quanto in origine il colle su cui si trova la struttura era detto Serrano; tale nome in epoca spagnola divenne per corruzione Serra.